# Eristalinus haileyburyi
Eristalinus haileyburyi är en tvåvingeart som först beskrevs av Nayar 1968.  Eristalinus haileyburyi ingår i släktet slamflugor, och familjen blomflugor. Inga underarter finns listade i Catalogue of Life.